# 日曜お笑い劇場
『日曜お笑い劇場』（にちようおわらいげきじょう）は、1981年5月3日から同年9月20日まで日本テレビ系列で放送されていた日本テレビ製作のバラエティ番組である。全13回。放送時間は毎週日曜 20時00分 - 20時54分（日本標準時）。

## 概要
主にゲストの歌と長編コントと「伸介のとんち教室」で構成されていた公開番組、当時『カックラキン大放送!!』も手掛けていたスタッフが番組制作に参加していた。主演は三波伸介。当時三波は同局の『笑点』（日曜 17:20 - 18:00）とNHKの『お笑いオンステージ』（日曜 19:20 - 20:00）にも出演しており、視聴者は3番組立て続けに三波の姿を見ることができた。
メインの長編コントは、「にぎやか輪楽居町（わらいちょう）サンロード」という商店街にある甘味店「みなみ」を舞台にした家族コント。当初はこの一家が織り成すドタバタとユーモラスを主体にした内容で、三波扮する「お婆ちゃん」が狂言回しとなっていた。サブタイトルも当時のヒット曲のタイトルをもじったものだった。このコーナーには歌のゲストも参加し、各々の役を演じていた。
しかし、お父さん役に本業が俳優である柳生博がいたためか後期にはコントの要素が薄れていき、嫉妬ネタや留学生の家出ネタ（笑いではなく号泣ネタ）が織り交ぜられるなどヒューマンドラマ色が濃くなっていった。これは、柳生がコメディーに合っていなかったなどのミスキャストにより笑いが薄れたこと、裏番組のNHK『大河ドラマ』（同年は『おんな太閤記』）、フジテレビ『オールスター家族対抗歌合戦』、テレビ朝日『西部警察』に視聴率を奪われたためだった。後番組の『日曜8時!ドパンチ放送!!』では柳生を降板させ新たに谷啓、郷ひろみを迎え再起を賭けたがこちらも振るわなかった。主演の三波はこの番組の出演にあたって視聴率1％につき10万円のギャラが懸っていたがそれも空しい結果に終わった。
視聴率は、末期・1981年9月の時点で平均7％（ビデオリサーチ、関東地方）と苦戦していた。同局のこの時間帯は『西遊記Ⅱ』以降苦戦が続き巨人戦ナイターが頼みだったが1982年10月スタートの『久米宏のTVスクランブル』開始で何とか歯止めがかかることになる。

## 出演者
（）内は、その人物のメインコントにおける配役。
- 三波伸介（お婆ちゃん役）
- 高田みづえ（長女役）
- 近藤真彦（次男役）
- 森川正太（長男役）
- 柳生博（お父さん役）
- ジミー・オズモンド（留学生役） - 最終回直前に降板。

## スタッフ
- ナレーション：徳光和夫（当時日本テレビアナウンサー）
- 企画：白井荘也、出倉宏
- 構成：出倉宏、玉井冽、柊達雄、遠藤まなぶ、内海譲司、鵜沢茂郎
- 音楽：永作幸男
- ディレクター：重松修
- プロデューサー：庄司文雄
- 演出：白井荘也
- 制作：中村公一
- 製作著作：日本テレビ

## 放送リスト
| 回 | 放送日 （1981年） | サブタイトル                       | 備考                                         |
| -- | ----------------- | ---------------------------------- | -------------------------------------------- |
| 1  | 5月3日            | スローなギャグにしてくれ           |                                              |
| 2  | 5月10日           | 街角ワライタイム                   |                                              |
| 3  | 5月17日           | お婆サンバ                         |                                              |
| 4  | 5月24日           | 春咲コメディー・ケケケケッ！       |                                              |
| 5  | 5月31日           | つっぱりアイスクリームッ!!         |                                              |
| 6  | 6月14日           | イタズラチック・イエーッ!!         | 同日のプロ野球ナイター中継の中止によって放送 |
| 7  | 6月21日           | ババアの指輪…ギャー！              |                                              |
| 8  | 7月5日            | シャドーカントリーシティ・ナヌッ!? |                                              |
| 9  | 7月26日           | 渚のフラレター・なんやて!!         |                                              |
| 10 | 8月2日            | のぞかれたい、もう一度 キャー!!    |                                              |
| 11 | 8月16日           | サン嫉妬メモリー・ナヌ!?           |                                              |
| 12 | 9月6日            | さよならジミー                     | ジミー最後の出演回                           |
| 13 | 9月20日           | すみ色の涙                         |                                              |

参考：『下野新聞縮刷版』下野新聞社、1981年5月3日 - 同年9月20日付のラジオ・テレビ欄。